# Myrmica juglandeti
Myrmica juglandeti (лат.) — вид мелких муравьёв рода мирмики из подсемейства мирмицин. Средняя Азия (Тянь-Шань, Кыргызстан).

## Описание
Мелкие желтовато-коричневые муравьи длиной около 4—5 мм. Myrmica juglandeti сходен с M. kryzhanovskii, от которого отличается более короткими щетинками на скапусе усика, длина которых меньше его толщины. Длина головы рабочих 1,08—1,18 мм, ширина головы 0,83—0,97 мм, длина скапуса усика 0,81—0,92 мм. Усики 12-члениковые. На его скапусе короткие торчащие отстоящие щетинки, которые по длине меньше максимального диаметра скапуса. Скапус на изгибе у основания не угловатый, слегка плавно изогнут. Наличник спереди закруглён и слабо выступает. Лобные валики короткие. Узелок петиоля в профиль квадратный, передний стебелёк петиоля относительно короткий. Проподеальные шипики на заднегрудке короткие, но острые. Средние и задние голени с развитыми гребенчатыми шпорами.

## Систематика и этимология
Описан советским мирмекологом Константином Владимировием Арнольди (1901—1982). Первоначально Myrmica juglandeti сближали с представителями группы видов Myrmica rubra или Myrmica smythiesii. Позднее таксон был включён в видовую группу или комплекс dshungarica (например, M. dshungarica, M. kryzhanovskii, M. ferganensis и M. afghanica, которые обитают в горах Тянь-Шаня и Памира). Видовое название M. juglandeti происходит от имени растений семейства ореховые (Juglandaceae), в ассоциации с которыми он был обнаружен.